# Liste von ehemaligen Brauereien in Leipzig und Umland
Leipzig hat eine lange Brautradition. Bis Mitte des 17. Jahrhunderts gab es 17 Brauhäuser in der Innenstadt und zahlreiche brauberechtigten Gasthöfe in den ehemaligen Leipziger Vororten, den heutigen Stadtteilen. Seit dem 17. Jahrhundert sind circa 80 ehemalige Brauereien bekannt. Diese sind nachfolgend aufgelistet.
| Brauerei                                                                            | Adresse/Lage | Zeitraum | Zustand/Verbleib | Bild |
| ----------------------------------------------------------------------------------- | --- | --- | --- | ---- |
| Abtnaundorf, Rittergutsbrauerei                                                     | Abtnaundorf | 17./18. Jahrhundert | abgebrochen |      |
| Altranstädt, Brauerei                                                               | Altranstädt | 17./18. Jahrhundert | Verbleib unbekannt |      |
| Altscherbitz, Rittergutsbrauerei                                                    | Schkeuditz, Leipziger Straße 62 | nach 1655 – März 1868 | abgebrochen |      |
| Böhlitz-Ehrenberg, Erbschänke                                                       | Auenstraße | vor 1671 – 1697 | abgebrochen |      |
| Breitenfeld, Rittergutsbrauerei                                                     | Breitenfeld | 1730 – mindestens 1854 | abgebrochen vor 1945 |      |
| Burghausen, Dampfbrauerei Adolf Liebscher                                           | Sandberg 27 | 1866 – 1920 | Teilgebäude erhalten, gewerbliche Nutzung |      |
| Connewitz, Kronen-Brauerei Bruno Ermisch                                            | Biedermannstraße 40 | 1875 – 1990 | abgebrochen 1998, Neubau Seniorenwohnpark Connewitz |      |
| Cröbern, Brauhaus                                                                   | Cröbern | 17./18. Jahrhundert | abgebrochen |      |
| Dölitz, Rittergutsbrauerei                                                          | Helenenstraße 24 | 1459 – um 1800 | abgebrochen |      |
| Dölitz, Gasthofbrauerei                                                             | Bornaische Straße 172 | mindestens 1449 – etwa 1832 | abgebrochen |      |
| Engelsdorf, Brauerei                                                                | Hauptstraße 18 | vor 1612 – nach 1884 | abgebrochen |      |
| Eutritzsch, Brauerei Julius Pottkämper                                              | Görlitzer Straße 21 | 1864 – 1983 August Kießel, 1883 – 1923 Julius Pottkämper | abgebrochen 1997 |      |
| Eythra, Rittergutsbrauerei                                                          | Eythra | vor 1800 – nach 1836 | abgebrochen |      |
| Frankenheim, Brauerei                                                               | Frankenheim | vor 1690 bis nach 1700 | Verbleib unbekannt |      |
| Gaschwitz, Rittergutsbrauerei                                                       | Hauptstraße | vor 1800 – 1854 | Verbleib unbekannt |      |
| Gautzsch, Rittergutsbrauerei                                                        | Gautzsch | vor 1713 – 1884 | abgebrochen 1885 |      |
| Gohlis, Aktien-Bierbrauerei                                                         | Hallische Straße 109–111 (heute Georg-Schumann-Straße)                                                                                         | 1871 – 1972 | abgebrochen 2008, Neubau Kaufland |      |
| Gohlis, Brauerei Nickau & Co.                                                       | Georgstraße 18 (heute Natonekstraße) | 1875 – 1921 | abgebrochen 1990, Neubau Gohlis-Center 1991/92 |      |
| Göhren, Gutsbrauerei                                                                | Magdeborn | um 1800 – nach 1891 | abgebrochen 1970er |      |
| Großlehna, Brauhaus                                                                 | Großlehna | 18./19. Jahrhundert | Verbleib unbekannt |      |
| Großpösna, Rittergutsbrauerei                                                       | Großpösna | 18./19. Jahrhundert | Verbleib unbekannt |      |
| Großstädteln, Rittergutsbrauerei                                                    | Großstädteln | vor 1673 – nach 1860 | Verbleib unbekannt |      |
| Großzschocher, Brauerei Carl Liebscher                                              | Dieskaustraße 177 | 1879 – 1900, Bierabfüllung bis 1945 | Kriegsschäden, Reste abgebrochen 2000er, Neubau Lidl |      |
| Großzschocher, Rittergutsbrauerei                                                   | Huttenstraße 1a | vor 1547 – 1879 | abgebrochen 1879 |      |
| Güldengossa, Rittergutsbrauerei                                                     | Güldengossa | 18. Jahrhundert – nach 1860 | abgebrochen |      |
| Gundorf, Brauerei                                                                   | Leipziger Straße 206–208 | 17. Jh. – nach 1862 | abgebrochen |      |
| Hartmannsdorf, Gasthof & Hotel „Zur Ratte“                                          | Erikenstraße 10 | 2016 – 2022 | Umzug, kein Braubetrieb mehr |      |
| Innenstadt, Bankwitzsche Brauerei                                                   | Reichsstraße 6 / Nikolaistraße 5 | vor 1800 – 1853 | abgebrochen für den Neubau von Specks Hof |      |
| Innenstadt, Klosterbrauerei                                                         | Klostergasse 1–5 | 15. Jahrhundert – bis max. 1543 | abgebrochen 1543 |      |
| Innenstadt, Kitzing & Helbig                                                        | Hohestrasse 28 | 1830 – | Verbleib unbekannt |      |
| Kitzen, Rittergutsbrauerei                                                          | Kitzen | vor 1800 – nach 1882 | Verbleib unbekannt |      |
| Kleinzschocher, Dampfbrauerei                                                       | Dieskaustraße 68 | 1864 – 1916 | abgebrochen 1995, Neubau Mehrfamilienhäuser |      |
| Kleinzschocher, Rittergutsbrauerei                                                  | Schloßweg 2 (heute etwa Kantatenweg 31) | vor 1742 – nach 1854 | abgebrochen |      |
| Kleinzschocher, Brauerei Setzer                                                     | Windorfer Straße 58 | 1867 – 1899 | abgebrochen ca. 2012 |      |
| Knauthain, Rittergutsbrauerei                                                       | Ritter-Pflugk-Straße 22 | 18. Jahrhundert – nach 1849 | Gebäudeteile vorhanden |      |
| Knautnaundorf, Brauerei Otto Voigt                                                  | Rundkapellenweg ? | vor 1880 – 1896 | abgebrochen 1896 |      |
| Kötzschwitz, Rittergutsbrauerei                                                     | Magdeborn | 17. Jh. – nach 1862 | abgebrochen 1970er |      |
| Liebertwolkwitz, Altes Brauhaus                                                     | Alte Tauchaer Str. | um 1500 – 1874 | abgebrochen |      |
| Liebertwolkwitz, Brauerei                                                           | Muldentalstraße (heute etwa An der Brauerei 5)                                                                                                 | 1878 – 1938 (Daten ungenau) | abgebrochen 2007, Neubau Einfamilienhäuser |      |
| Lindenau, Brauerei                                                                  | Kaiserstraße 1–3 (heute Endersstraße) | 1849 – 1894 Dampfbrauerei Gustav Adolf Offenhauer, ab 1894 Bayrische Bier-Brauerei Valentin Lapp, ab 1901 Brauerei Groß-Crostitz (bei Hohenleina) AG Abt. Lindenau | abgebrochen 1907, Neubau Postamt W 33 Lindenau |      |
| Lützschena, Rittergutsbrauerei                                                      | Schloßweg | vor 1785 – 1836 | Verbleib unbekannt |      |
| Lützschena, Brauerei Sternburg                                                      | Zur alten Brauerei | 1837 – 1992 | Ruine |      |
| Markkleeberg, Rittergutsbrauerei                                                    | Bornaische Straße 68 (Pleißenhof) | Anfang 19. Jahrhundert – 1872 | erhalten, Kulturdenkmal der Stadt Markkleeberg |      |
| Markkleeberg, Dampfbrauerei F.A. Hötzel                                             | Gorkistraße 1–5 | 1872 – 1911 | Teilabbruch (Nr. 1–3) in den 1920er Jahren, Neubau zweier Mehrfamilienhäuser                                                                                          |      |
| Markranstädt, Bürgerliches Brauhaus                                                 | Weststraße (heute: Im Brauhof) | 1836 – 1988 | Abgebrochen 1994, Neubau Mehrfamilienhäuser |      |
| Mausitz, Rittergutsbrauerei                                                         | Mausitz | 17./18. Jahrhundert | Verbleib unbekannt |      |
| Merkwitz, Brauerei                                                                  | Alte Salzstraße | 1862 – 1933 | teilweise vorhanden |      |
| Miltitz, Braugut Kleinmiltitz                                                       | Mittelstraße | Ende 17. Jh. – nach 1855 | Verbleib unbekannt |      |
| Miltitz, Brauerei Großmiltitz                                                       | Miltitz | 17./18. Jahrhundert | Verbleib unbekannt |      |
| Möckern, Bergbrauerei Ed. Rohland                                                   | Krosigkstraße 9 (heute Seelenbinderstraße) | 1864 – 1916 | Erhaltene Gebäudeteile abgebrochen für den 2020 erfolgten Neubau von vier Mehrfamilienhäusern der Wohnanlage Rohlands Hof                                             |      |
| Möckern, Rittergutsbrauerei                                                         | Bucksdorffstraße 43 | vor 1682 – ca. 1892 | abgebrochen |      |
| Neuschönefeld, Brauerei Friedrichshof Schmidt & Kunze                               | Thümmelstraße 6–8 | 1894 – 1918 | abgebrochen 1970er |      |
| Nordostvorstadt, Brauerei Gebrüder Thieme-Wiedtmarkter                              | Tauchaer Straße 25–27 (heute Rosa-Luxemburg-Straße)                                                                                            | 1837 – 1909 | abgebrochen 1909 für den Neubau der Tuchhandlung Heine |      |
| Plagwitz, Brauerei C. W. Naumann AG                                                 | Zschochersche Straße 79 | 1864 – 1991 | Erhalten sind das ehemalige Sudhaus an der Zschocherschen Straße, der an die Erich-Zeigner-Allee angrenzende „Eiskeller“ und das ehemalige zweigeschossige Kontorhaus |      |
| Plagwitz, Nonnenbrauerei                                                            | Nonnenstraße 25–27 | 1893 – 1905, ab 1905 zur Dampfbrauerei Zwenkau, Bierabfüllung bis 1918                                                                                             | 2002 Abbruch und Neubau des 2003 eröffneten Seniorenheims Leipzig-Plagwitz                                                                                            |      |
| Quesitz, Rittergutsbrauerei                                                         | Quesitz | 18. Jahrhundert | Verbleib unbekannt |      |
| Reudnitz, Riebeck-Brauerei AG                                                       | Mühlstraße 13 | 1861 – 2021 | nach 1945 Landes-Brauerei, dann Sachsen-Bräu, 1991 Leipziger Brauhaus zu Reudnitz, seit 2021 Sternburg-Brauerei                                                       |      |
| Rückmarsdorf, Brauschänke                                                           | Rückmarsdorf | 17./18. Jahrhundert | Verbleib unbekannt |      |
| Schkeuditz, Sternen-Brauerei                                                        | Leipziger Straße | Braubetrieb um 1800 – 1970er Jahre, Abfüllbetrieb bis 1991 | abgebrochen 2007 |      |
| Schönau, Rittergutsbrauerei                                                         | Möstelstraße 4 (heute Garskestraße) | vor 1759 – 1913 | Reste abgebrochen 1970er, Neubau WK 5 Grünau |      |
| Seegel, Brau- und Erbschenke                                                        | Kitzen (Pegau) | vor 1640 – nach 1874 | Verbleib unbekannt |      |
| Störmthal, Rittergutsbrauerei                                                       | Störmthal | vor 1845 – um 1900 | Verbleib unbekannt |      |
| Stötteritz, Brauerei Gebrüder Ulrich                                                | Holzhäuser Straße 110–112 | 1866 – 1922 | abgebrochen 1994/95, Neubau Einkaufszentrum |      |
| Südostvorstadt, Brauerei Ernst Bauer                                                | Täubchenweg 5–7 | 1853 – 2007 | Teile erhalten und saniert |      |
| Südvorstadt, Brauerei F.A. Ulrich                                                   | Windmühlenstraße 32 | 1826 – 1990 | abgebrochen 1993/94, Neubau Mehrfamilienhäuser |      |
| Südvorstadt, Brauerei Friedrich Wurzler                                             | Bayrische Straße 94 (heute Arthur-Hoffmann-Straße)                                                                                             | 1938 – 1966 | abgebrochen, heute Wohnhaus |      |
| Südvorstadt, Brauerei zur Stadt Altenburg                                           | Peterssteinweg 8 | 1827 – mindestens 1852 | abgebrochen, 1856 Neubau Justizgebäude, 1880 erneuter Neubau Justizgebäude                                                                                            |      |
| Südvorstadt, Vereins-Bier-Brauerei zu Leipzig                                       | Braustraße 26–28 | 1855–1924 | Gebäudeteile erhalten |      |
| Taucha, Brauerei Hübler                                                             | Eilenburger Straße | 1870 – 1918 | Gebäudeteile saniert |      |
| Taucha, Rittergutsbrauerei                                                          | Haugwitzwinkel 1 | mindestens 16./17. Jahrhundert | Verbleib unbekannt |      |
| Thonberg, Brauerei M.A. Offenhauer                                                  | Reitzenhainer Straße 89–93 (heute Prager Straße)                                                                                               | 1848 – 1946 | abgebrochen 2000er Jahre |      |
| Volkmarsdorf, Dampfbrauerei Ferdinand Rühl                                          | Elisabethstraße 21 | 1864 – 1905 | abgebrochen 1905, Neubau von zwölf Gründerzeit-Mehrfamilienhäusern |      |
| Wachau, Rittergutsbrauerei                                                          | Wachau | mindestens 19. Jh. – nach 1898 | Verbleib unbekannt |      |
| Wahren, Rittergutsbrauerei                                                          | Rittergutsstraße | vor 1722 – nach 1838 | abgebrochen |      |
| Wahren, Meth- und Gosenbrauerei Fr. Braun                                           | Adresse unklar, vermutlicher Standort (nach Siegfried Haustein) Stahmelner Straße 26, dort nach Einstellung des Braubetriebs Ballhaus Terrasse | 1879 – 1896 Verbleib unbekannt | nicht bekannt |      |
| Westvorstadt, Brauerei C. W. Naumann, später Brauerei Kleine Funkenburg A. Schröter | Ranstädter Steinweg 49 | 1832 – etwa 1901 | 1832 Bau 1. Brauhaus, Abbruch 1865 und Neubau Thomasiusstraße 1 |      |
| Windorf, Gutsbrauerei Heinrich Richard Graul                                        | Dieskaustraße 231 | vor 1681 – mindestens 1886 (oder 1906?) | abgebrochen |      |
| Zehmen, Rittergutsbrauerei                                                          | Zehmen | 18. Jahrhundert – nach 1860 | überbaggert 1957/58 |      |
| Zöbigker, Brauerei Carl Berndt                                                      | Koburger Straße 205 | vor 1714 – 1920 | Gebäudeteile erhalten, gewerbliche Nutzung |      |
| Zwenkau, Brauhaus                                                                   | vermutlich etwa Brühl 5 | vor 1713 – etwa 1850 | Verbleib unbekannt |      |
| Zwenkau, Dampfbrauerei                                                              | Ritterstraße | 1853 – 1918 | abgebrochen 1990er, Neubau Einfamilienhaus |      |